# Berneray

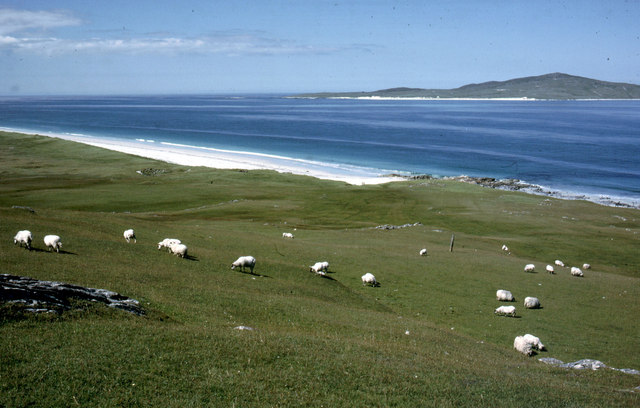
Spiaggia di Berneray

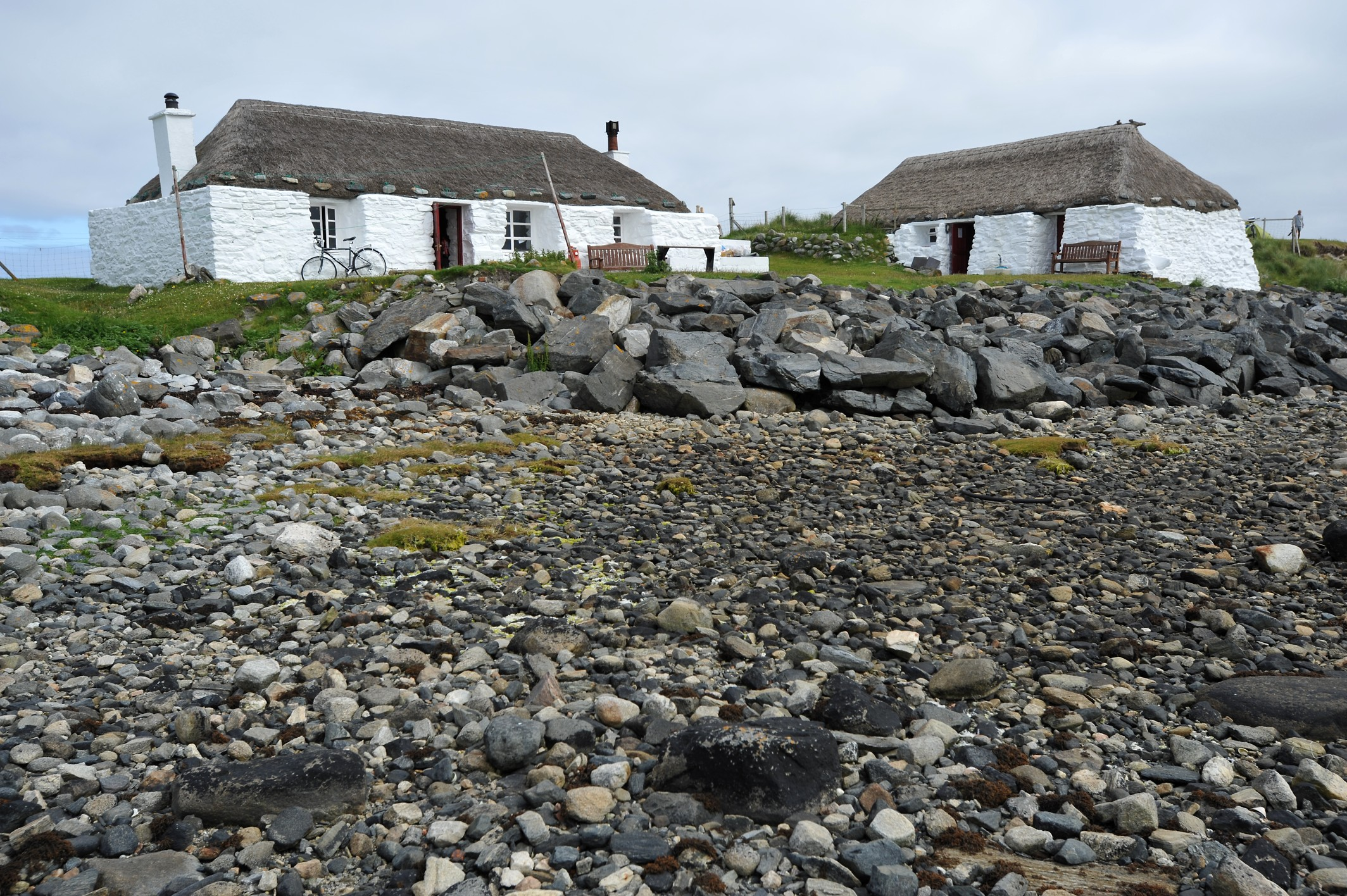
Ostello della gioventù sull'isola di Berneart

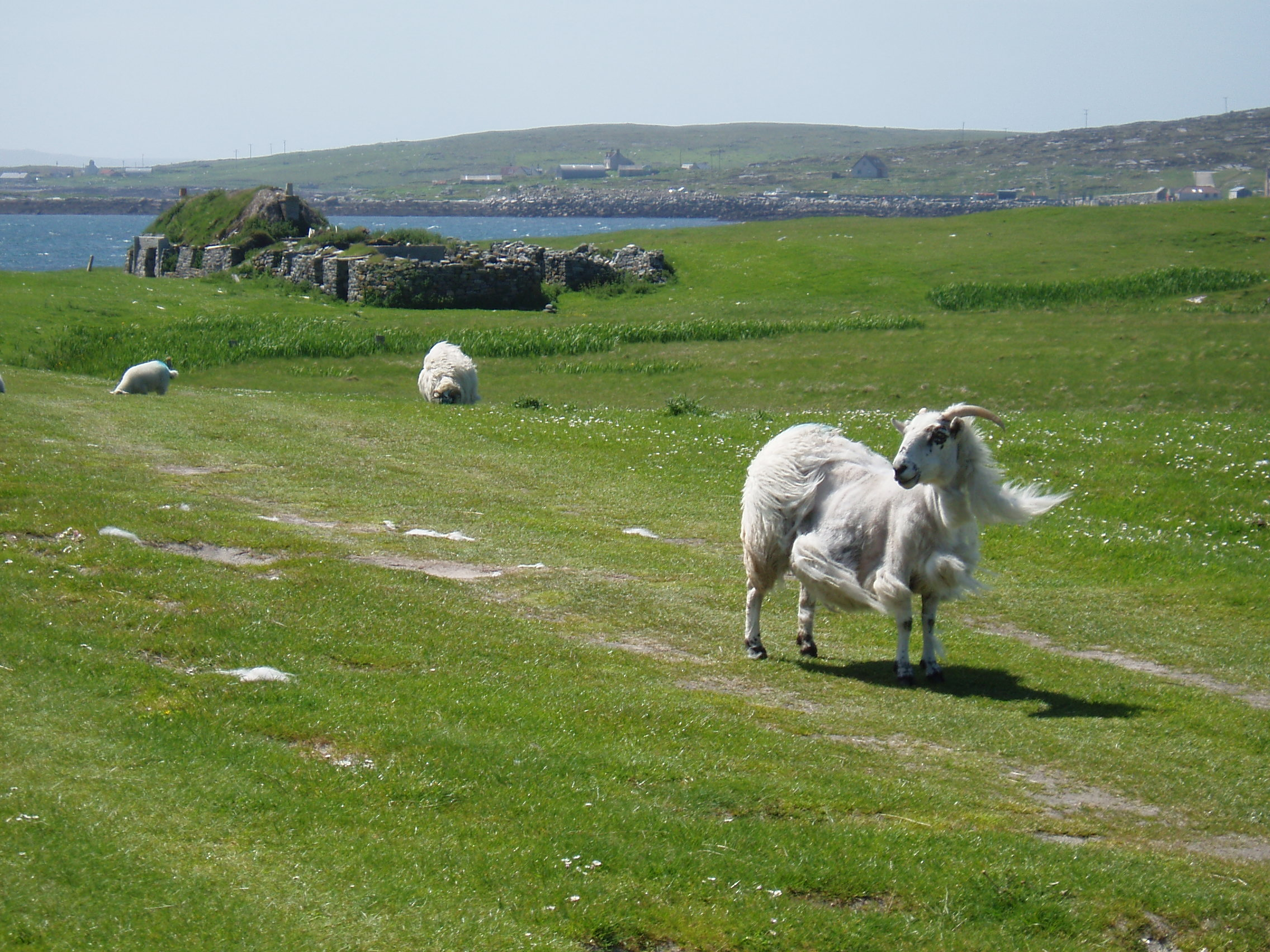
Pecora sull'isola di Berneray

Berneray (in gaelico scozzese: Bearnaraigh; 10,1 km²) è un'isola sull'oceano Atlantico della Scozia nord-occidentale, facente parte dell'arcipelago delle isole Ebridi Esterne. Conta una popolazione di circa 130 abitanti.

## Etimologia
Il nome dell'isola deriva dall'antico nordico Bjarnar-øy, che può essere interpretato come "isola di Bjørn" oppure come "isola degli orsi".

## Geografia

### Collocazione
Berneray si trova nel Sound of Harris, tra le isole di North Uist e Harris.
|  |

### Dimensioni e territorio
La parte centrale dell'isola si trova mediamente a 0 metri sopra il livello del mare.
L'isola raggiunge i suoi punti più elevati nella sua parte orientale, dove si trovano due rilievi di 93 (Beinn Shleibhe) e 85 metri.

## Demografia
Nel 2001, l'isola di Berneray contava una popolazione pari a 136 abitanti.
L'isola ha conosciuto un decremento demografico rispetto al 1991, quando contava 141 abitanti, ma un aumento demografico rispetto al 1981, quando ne contava 134.
Ad inizio XX secolo, l'isola contava invece una popolazione pari a 524 abitanti.

## Storia
Nel 1697, uno dei villaggi dell'isola, Siabaidh, fu completamente sepolto dalla sabbia in seguito ad una tempesta.
Già nel 1705, l'isola era raggiungibile via traghetto.
Giovedì 8 aprile 1999, il principe Carlo del Galles, assiduo frequentatore dell'isola, inaugurò la diga di 900 metri che permise di collegare Berneray con North Uist.

## Trasporti
Berneray è collegata da una diga alle isole di North Uist, Benbecula e South Uist.
L'isola è inoltre raggiungibile via traghetto dall'isola di Harris: il traghetto collega il loch di Calmac (Berneray) con la località di Leverburgh (Harris).